# Skank (álbum)
Skank é o álbum de estreia da banda mineira Skank, lançado em 1992 pelo selo independente Nowboah, e relançado em CD e vinil pelo selo Chaos no ano seguinte.
Duas canções do álbum chamaram mais atenção: "In(Dig)Nação" foi cantada pelos caras-pintadas na época do impeachment de Fernando Collor, e "O Homem Que Sabia Demais" foi escolhido pela Rede Globo para integrar a trilha da novela Olho no Olho.

## Produção
A banda surgiu em 1991 e em seguida começou a gravar demos nos Estúdios Ferreti, de propriedade do baterista Haroldo Ferretti. No ano seguinte, gravou seu primeiro álbum, de forma independente e em CD, apesar dos integrantes não terem aparelho em casa, como "um elemento a mais para chamar a atenção dos jornalistas, das rádios e talvez de uma gravadora. Era uma aposta na qualidade, na inovação, que funcionou.", explicou Ferreti.
As gravações do álbum ocorreram entre julho e agosto de 1992 no estúdio JG, em Belo Horizonte. Todas as canções do álbum apresentam os primeiros resultados da dupla Samuel Rosa e Chico Amaral, além de versões como "Tanto (I Want You)", "Let Me Try Again" e "Cadê o Pênalti?". "In(Dig)Nação" foi criada para um trabalho do videoartista Eder Santos, e ganhou as ruas com as manifestações pelo impedimento de Fernando Collor. O engenheiro responsável foi Marcos Gauguin, que acompanhava a banda como guitarrista.
A banda não acreditava no potencial comercial. A primeira edição do álbum recebeu tiragem única de 3.000 cópias, das quais 1500 iam para as rádios. O custo total foi 10.000 dólares.

## Lançamento
O baixista Lelo Zaneti e o empresário Fernando Furtado distribuíram os CDs pelas lojas de Belo Horizonte, divulgaram nas rádios e imprensa. Mas no show do dia do lançamento, não teve o êxito esperado, com Zaneti dizendo que "Esperávamos vender uns 200 discos, foram no máximo 60. No dia seguinte o quarto do Fernando era pilhas e mais pilhas de CDs." Segundo o tecladista Henrique Portugal, "Muita gente achou que era loucura nos empatar essa grana, mas as vendas falam por si. Só nos primeiros 45 dias, foram vendidas 1200 cópias."
As rádios mineiras começaram a tocar a banda, e após ótima recepção em um festival de rock local, a Sony Music chamou a banda para estrear o novo selo Chaos. O álbum foi remixado no estúdio carioca Nas Nuvens com o engenheiro Paulo Junqueiro, ao longo das madrugadas do Carnaval de 1993. O álbum foi relançado em 1993 e vendeu 250.000 cópias.

## Faixas
Todas as faixas escritas e compostas por Samuel Rosa e Chico Amaral, exceto onde indicado. 
| N.º | Título                                               | Compositor(es)                                 | Duração |  |
| 1.  | "Gentil Loucura"                                     | Affonsinho / Chico Amaral                      | 4:00    |  |
| 2.  | "In(Dig)Nação"                                       |                                                | 4:02    |  |
| 3.  | "Salto no Asfalto"                                   | Samuel Rosa / Fernando Furtado                 | 4:10    |  |
| 4.  | "Macaco Prego"                                       |                                                | 2:55    |  |
| 5.  | "Tanto" (I Want You)                                 | Bob Dylan, versão Chico Amaral                 | 4:05    |  |
| 6.  | "O Homem Que Sabia Demais"                           | Samuel Rosa / Tavinho Paes / Fernando Furtado  | 3:55    |  |
| 7.  | "Let Me Try Again"                                   | Caravelli / M Jourdan / Paul Anka / Sammy Cahn | 3:02    |  |
| 8.  | "Baixada News"                                       |                                                | 4:50    |  |
| 9.  | "Réu e Rei"                                          |                                                | 4:00    |  |
| 10. | "Cadê o Pênalti?"                                    | Jorge Ben Jor                                  | 3:57    |  |
| 11. | "Caju Dub" ("Salto no Asfalto", versão instrumental) | Samuel Rosa / Fernando Furtado                 | 3:50    |  |

## Créditos

### Skank
- Samuel Rosa: vocal e guitarra
- Henrique Portugal: teclados
- Lelo Zaneti: baixo
- Haroldo Ferretti: bateria

### Músicos convidados
- Chico Amaral: saxofone
- João Vianna: trompete

### Participações especiais
- Willy Gonser e Paulo Rodrigues: locução em "Cadê o Pênalti?"